# DDR-Meisterschaft im Straßenrennen der Frauen 1975
Die DDR-Meisterschaft im Straßenrennen der Frauen 1975 fand am 23. August in Greiz statt und wurde als Eintagesrennen ausgetragen. Siegerin wurde Andrea Fischer.

## Strecke
Das Straßenradrennen führte über eine Distanz von 40 Kilometern, die mit einigen Anstiegen versehen war. Die „BSG Greika Greiz“ hatte die Organisation des Meisterschaftsrennens übernommen. Die Organisatoren wurden von den Vereinen enttäuscht, lediglich sieben Radrennfahrerinnen waren aus der gesamten DDR gemeldet.

## Rennverlauf
Der Deutsche Radsport-Verband der DDR hatte im Vorfeld Starts der Fahrerinnen bei Sichtungsrennen zur Teilnahmebedingung gemacht. Viele der in der Betriebssportgemeinschaften (BSG) aktiven Frauen konnten diese Bedingungen aus unterschiedlichen Gründen nicht erfüllen. So startete nur eine kleine Gruppe an Fahrerinnen. Den Zielsprint gewann Andrea Fischer. Lediglich drei Fahrerinnen kamen in die Wertung.

## Ergebnis
|     | Fahrer            | Verein                   | Zeit (h) |
| --- | ----------------- | ------------------------ | -------- |
| 01. | Andrea Fischer    | BSG Traktor Großstöbnitz | 1:14:15  |
| 02. | Margitta Teichert | SG Dynamo Frankfurt/Oder | gl. Zeit |
| 03. | Eves Gürschke     | BSG Einheit Ost Leipzig  | gl. Zeit |
| 0 … |                   |                          |          |

## Weblink
- DDR-Meisterschaft der Frauen im Straßenradsport in der Datenbank von Radsportseiten.com